# Fronteira China–Rússia
A fronteira entre China e Rússia é a linha que limita os territórios da República Popular da China e da Federação Russa. Entre a década de 1960 e a década de 1980 foi alvo de contestações num contexto muito tenso. Foram assinados novos tratados e o traçado da fronteira foi reconhecido pelos dois estados em 2004.

## Traçado
A fronteira sino-russa é constituída por dois troços de comprimento desigual de um lado e de outro da Mongólia. Está definida integralmente por acordo mútuo desde 2004. 
- O troço de oeste mede 55 km entre dois pontos de tríplice fronteira, separando a República de Altai de Xinjiang. Começa no ponto onde se unem a fronteira Cazaquistão-China e a fronteira Cazaquistão-Rússia (49º10'N 87º49'E), e termina num ponto semelhante, onde se unem a fronteira Mongólia-Rússia e a fronteira China-Mongólia (42º25'N 130º36'E).

- O troço oriental mede 4 195 km[1]. Começa na tríplice fronteira onde convergem Mongólia, Rússia e China, (49º51'N 116º41'E), e separa a Manchúria do Distrito Federal Oriental da Rússia.  Segue parcialmente o percurso do rio Amur e termina noutro triplo ponto fronteiriço no rio Tumen, pouco antes da sua foz no oceano Pacífico.

### História
Em 1689, depois de conflitos armados, os impérios chinês e russo assinaram o Tratado de Nerchinsk e a Rússia renunciou à região do rio Amur. Na década de 1850, a geopolítica mudou, e o Império Chinês enfraqueceu. Uma nova expedição russa explorou a zona. Em 1858 a China assinou o Tratado de Aigun, considerado como um dos   Tratados Desiguais. A Rússia tomou o controlo da margem esquerda do rio Amur, do rio Argun até ao mar. Dois anos mais tarde a Rússia confirma e amplia os seus ganhos territoriais pela convenção de Pequim. Obtém a cessão da região de Vladivostok. A Rússia procura de seguida controlar a Manchúria para proteger a Sibéria e alargar a sua abertura ao oceano Pacífico. Consegue a cessão de Port-Arthur (Lüshunkou em chinês). A derrota na guerra contra o Japão em 1905 fez arruinar esta política. A Rússia renunciou à Manchúria e teve de cerder Port-Arthur. Este último local esteve temporariamente sob soberania soviética entre 1945 e 1955.
Na década de 1960, as relações entre a China e a URSS degradam-se fortemente e Mao Tse-Tung coloca em causa os tratados assinados no século XIX entre os impérios russo e manchu. Estas tensões conduzem em 1969 a um confronto armado que fez centenas de mortos, na maioria chineses, mas não fazem alterar o traçado. A União Soviética ameaçou mesmo destruir as instalações nucleares chinesas. Nas décadas que se seguiram, a situação continuou a ser muito tensa, e só evoluiu na década de 1980. 
A partir de 1988, sob impulso de Mikhail Gorbatchev, as relações entre a URSS e a China tornam-se mais fáceis e as negociações são retomadas. Em 16 de maio de 1991, a Rússia e a China assinam um tratado sobre as suas fronteiras, que deixa em suspenso o futuro de certas regiões disputadas. Estes últimos pontos são regulados por diversos acordos assinados num contexto diplomático menos crispado entre os dois estados. O último tratado foi assinado em 2004. Neste a China teve alguns pequenos ganhos territoriais em relação a tratados anteriores.

### Diferenças de povoamento
A integração dos territórios fronteiriços pelos dois impérios é diferente. As planícies do nordeste da China foram rapidamente povoadas desde o início do século XIX. Ao contrário, o povoamento do extremo oriente russo por colonos vindos da Rússia Europeia foi bem menor e sobretudo mais longo. A diferença entre os dois tipos de povoamento deu lugar a uma linha de descontinuidade entre as margens do rio Amur e do rio Ussuri: de um lado 7 milhões de russos, do outro mais de 60 milhões de chineses nas províncias fronteiriças de Jilin e de Heilongjiang.